# Slovenski gospodar
Slovenski gospodar (1867–1941) je bil katoliško in konservativno usmerjen tednik za štajersko podeželje; sprva polmesečnik. Izhajal je v Mariboru. Najprej je imel podnaslov Podučiven list za slovensko ljudstvo, kasneje List ljudstvu v poduk, od leta 1892 List ljudstvu v pouk in zabavo. Ustanovil, urejal in izdajal ga je Matija Prelog. Od leta 1871 ga je izdajalo Katoliško tiskovno društvo, od 1921 konzorcij, od 1933 pa Tiskarna sv. Cirila, ki ga je tiskala že od leta 1885. Urejali so ga ugledni katoliški politiki. Imel je pomembno vlogo pri narodnem ozaveščanju ob severni meji. 
Priloge, ki jih je izdajal, so bile: Gospodarstvena priloga (1879–1891), Cerkvena priloga (1879–91), Naš dom (1901–1907, 1932–1933), Gospodarske novice (1908–1914, 1926), Novice v slikah (1926–1928), Naše slike (1930–1931, 1936), Za gospodarje (od 1933), Naše veselje (od 1934).  
V letih 1941–1945 je pod nemško okupacijo izhajal kot Štajerski gospodar.